# Éloi Recoing
Pour les articles homonymes, voir Recoing.
Eloi Recoing, né le 3 août 1955 à Paris, est un artiste, universitaire, dramaturge, marionnettiste, metteur en scène et traducteur français. 
Maître de conférences à l'Université Sorbonne Nouvelle - Paris 3, il dirige entre 2014 et 2018 l'Institut International de la Marionnette et son École nationale supérieure des arts de la marionnette. Il est auteur d'articles scientifiques sur la poétique scénique et la traduction théâtrale.

## Biographie

### Jeunesse et formation
Éloi Recoing est né le 3 août 1955 à Paris dans une famille d'artistes. Son père Alain Recoing est une figure du monde de la marionnette; sa mère, Maryse Le Bris, est plasticienne et factrice de marionnettes. Son frère ainé, Blaise Recoing, est un marionnettiste et ses frères cadets Aurélien Recoing et David Recoing sont respectivement acteur et pianiste. 
Il rencontre Antoine Vitez et écrit La Ballade de mister Punch en 1976. En 1981, il obtient sa maîtrise de philosophie à l'Université Paris-Sorbonne.
Il dirige le Théâtre aux Mains Nues de 2007 à 2014. 

### Mise en scène
En 1984, il devient l'assistant et le collaborateur artistique d’Antoine Vitez au Théâtre national de Chaillot puis à la Comédie-Française. Il participe aux spectacles :
- Hernani de Victor Hugo au Théâtre national de Chaillot (1985)
- Lucrèce Borgia du même auteur au Festival d’Avignon (1985)
- Alias de Martine Drai, au Théâtre national de Chaillot (1986)
- Electre de Sophocle, Théâtre national de Chaillot (1986)
- L’échange de Paul Claudel, Théâtre national de Chaillot (1986)
- Le soulier de satin de Paul Claudel, Festival d’Avignon (1987)
- Le Misanthrope de Molière, Théâtre national de Chaillot (1987)
- Anacaona de Jean Métellus, Théâtre national de Chaillot (1987)
- Les apprentis sorciers de Lars Kleberg, Festival d’Avignon (1989)
- Le Mariage de Figaro de Beaumarchais, Comédie Française (1989)
- La Célestine de Fernando de Rojas, Festival d’Avignon (1989)
- Un transport amoureux de Raymond Lepoutre, Odéon (1989)
- La Vie de Galilée de Bertolt Brecht, Comédie française (1990 et traduction en 2019).

Il collabore également aux films réalisés par Hugo Santiago sur les spectacles d’Antoine Vitez : Electre et La vie de Galilée. 
Parallèlement, en 1987 il devient directeur artistique de « La compagnie du passeur ». Il dirige cette compagnie jusqu'en 2007 et met en scène de nombreux spectacles. En 2007, il succède à son père à la direction du Théâtre aux mains nues. Il dirige ce théâtre consacré aux arts de la marionnette jusqu'en 2014, date à laquelle il est nommé à la direction de l'Institut International de la Marionnette et de son École nationale supérieure des arts de la marionnette,,.

### Enseignement
De 1993 à 2007 il est Professionnel associé à l’I.E.T. de Paris 3 Sorbonne Nouvelle, puis à partir de 2008, est Maître de conférences en études théâtrales à Paris III. De 1998 à 2001, il est directeur des études de l’École nationale supérieure des arts de la marionnette à Charleville-Mézières. Il a assumé la direction de licence professionnelle d'encadrement de pratique théâtrale à l'Université Sorbonne Nouvelle - Paris 3 de 2003 à 2014.

#### Grands axes de recherche
Poétique de la traduction théâtrale et ses enjeux dramaturgiques
Il s'agit d'une recherche étroitement liée à sa pratique de traducteur et aux échanges constants avec les metteurs en scène, acteurs et dramaturges de la scène théâtrale française (La Colline-Théâtre National, L’Odéon-théâtre de l’Europe, MC 93 de Bobigny). Cette recherche s’appuie également sur « La Maison Antoine Vitez, centre international de la traduction théâtrale » dont Eloi Recoing est membre. L’ensemble de cette recherche a abouti à la publication de six traductions aux Éditions Actes Sud et L’Arche éditeur, entre 2007 et 2013, accompagnées d’une série d’articles dans différentes revues (Études germaniques no 4 en 2007 ; Traduire no 22 en 2010 ;Revue d’études théâtrales Registres no 14 en 2010 ; Outre scène no 13 en 2012).
La poétique scénique d’Antoine Vitez et ses devenirs
Éloi Recoing étudie les devenirs de sa poétique scénique dans le théâtre contemporain. Pédagogie, mise en scène, traduction, processus de répétition. A l’occasion des vingt ans de la mort de Vitez, Éloi Recoing organise et coordonne un colloque au Théâtre National de Chaillot en 2010 intitulé « Vitez et la marionnette » (en partenariat avec la Bibliothèque Nationale de France, le Théâtre de la Marionnette et des Arts Associés, l’Institut International de la Marionnette) et il a contribué aux nombreux autres colloques, journées d’études et table rondes ayant jalonnés cette année. Un séminaire conjoint avec Georges Banu et Anne-Françoise Benhamou en 2010 a permis de lancer la recherche dans de nouvelles directions. 
La marionnette dans le renouveau de la poétique scénique contemporaine
Analyse des dispositifs impliquant acteurs et marionnettes. Élaboration de nouveaux outils d’analyses dramaturgiques pour ces écritures du plateau et leurs espaces de jeu. Critique de la notion de manipulation. Analyse des métamorphoses de cet art à la fin du XXe siècle et tentative d’élaborer un vocabulaire spécifique pour décrire ces nouvelles réalités : la notion d’interprétation par délégation, la notion de corps-frontière, etc. Par ailleurs, l’animation d’un séminaire de pratique de la marionnette au Conservatoire National supérieur d’art dramatique de Paris à l’invitation de Daniel Mesguich, depuis 2010, lui permet d’interroger la place de la marionnette dans la pédagogie de l’acteur. 

### Collaborations
De 2002 à 2006 Éloi Recoing est Collaborateur artistique à la Comédie Française pour la lecture et la rédaction de fiches analytiques des manuscrits reçus par l’Administrateur, à l’usage du comité de lecture. Entre 2007 et 2009 il est membre de la commission Théâtre du Centre National du Livre.

## Œuvres (mise en scène)
- 1987 : La Conjecture de Babel d’Éloi Recoing. Création au Théâtre Gérard-Philipe de Saint Denis.
- 1991 : La Famille Schroffenstein de Heinrich von Kleist. Création au Théâtre de la Métaphore à Lille.
- 1992 : Partage de midi de Paul Claudel. Création à l’Institut français de Londres.
- 1994 : Le constructeur Solness de Henrik Ibsen. Création au Théâtre de la Commune à Aubervilliers.
- 1994 : La Cenerentola, opéra de Rossini. Création au festival lyrique Opus de Gattières.
- 1995 : Essai sur l’innommable, d’après Beckett, Kleist, Müller. Création au théâtre du Rond-Point.
- 1996 : Théâtre/Roman de Louis Aragon. Création au Théâtre de la Commune  à Aubervilliers.
- 1998 : Penthésilée de Heinrich von Kleist. Création au Théâtre de l’Institut international de la marionnette.
- 2000 : L’Amour, champs de bataille, textes de Heiner Müller. Création au Théâtre de l’Institut international de la marionnette.
- 2002 : Ellen Foster de Kaye Gibbons. Création au festival Frictions du théâtre Dijon-Bourgogne.
- 2004 : Parade, d’après Jean Genet. Spectacle de clowns itinérants.
- 2005 : Kaddish de Allen Ginsberg. Création à la Maison de la poésie à Paris.
- 2008 : Un instant suicidaire d’Éloi Recoing, opéra pour marionnette. Création au Théâtre aux Mains Nues.
- 2009 : Ligne de partage des eaux de Fabienne Swatly. Création dans le cadre du Printemps des Poètes.
- 2010 : Le Petit Retable de don Cristobal de Federico Garcia Lorca. Création au Théâtre aux mains nues.
- 2011 : Erwin Motor, dévotion de Magali Mougel. Création au Théâtre aux mains nues.
- 2013 : Käthchen, mon amour d’après Heinrich von Kleist. Création au Théâtre aux mains nues.

## Écrits pour le théâtre

### Pièces de théâtre pour marionnettes
- La ballade de Mister Punch, 1976. Création au Théâtre des Quartiers d’Ivry, mise en scène Antoine Vitez[6].
- Le grand-père fou, 1978. Création par le Théâtre aux Mains Nues au Théâtre du Cratère à Alès.
- La tentation de Saint Antoine, 1982. Création au Théâtre National de Chaillot, mise en scène Alain Recoing[7].
- Manipulsations. Création au festival d’Avignon, prix de la SACD, 1984[8].
- La conjecture de Babel, 1987. Création au TGP dans une mise en scène d’Éloi Recoing.
- Un instant suicidaire, 2008. Création au Théâtre aux Mains Nues dans une mise en scène d’Éloi Recoing.

### Deux pièces pour les acteurs
- Exilés de mémoire, 1981. Création dans le cadre du CNSAD.
- Passage de l’oubli, in Brèves d’auteurs, Acte Sud-Papiers, 2002.

## Publications

### Pièces de théâtre
- La conjecture de Babel, éditions Actes Sud-Papiers, 1987, 44p[9] - rééd. augmentée, 2016.
- La ballade de Mister Punch, Centre d’études théâtrales, Université catholique de Louvain, juin 1994.
- Passage de l’oubli, in Brèves d’auteurs (théâtre) Actes Sud, 2002.
- Un instant suicidaire, publié dans la revue VWA no 27, 1999, p. 209–222.

### Ouvrages critiques
- Le livre de Lucrèce Borgia, en collaboration avec Antoine Vitez et Yannis Kokkos, éditions Actes Sud, 1985, 204p.
- Le soulier de satin. Paul Claudel-Antoine Vitez. Journal de bord, Le Monde Éditions, 1991, 139p.

### Traductions[10]
Kleist
- La famille Schroffenstein, Actes Sud-Papiers, 1990, création au théâtre de la Métaphore à Lille, mise en scène Eloi Recoing, 1991.
- La petite Catherine de Heilbronn, Actes Sud-Papiers, 1993, création au théâtre du Peuple à Bussang, mise en scène Philippe Berling, 1993.
- La cruche cassée, Actes Sud-Papiers, 1997. Création au théâtre du Granit à Belfort, mise en scène Philippe Berling, 1998.
- Penthésilée, Actes Sud-Papiers, 1998. Création au théâtre de l’Institut de la Marionnette à Charleville-Mézières, mise en scène Eloi Recoing, 1998.
- Le prince de Hombourg, Actes Sud-Papiers, 1999. Création au Théâtre de Besançon, mise en scène Philippe Berling, 2000.

Brecht
- La vie de Galilée, éditions de l’Arche, 1990. Création à la comédie Française, mise en scène Antoine Vitez, 1990, en collaboration avec Ruth Orthmann.
- Têtes rondes et têtes pointues, éditions de l’Arche, 2010. Création au TGP, mise en scène Christophe Rauck.

Wedekind
- L’Esprit de la terre, in Théâtre complet, tome II, éditions Théâtrales, 1996, en collaboration avec Ruth Orthmann.
- Franziska, in Théâtre complet, tome VI, éditions Théâtrales, 1995. Première parution en français de ce texte, traduit en collaboration avec Ruth Orthmann. Création au CDN d’Orléans puis reprise à l’Odéon Théâtre de l’Europe, mise en scène Stéphane Braunschweig, 1995.

Hölderlin
- La mort d’Empédocle, éditions Actes Sud, collection Babel, 2004. Création à la Maison de la poésie à Paris, mise en scène Philippe Lanton, 2004.

Ibsen
- Le constructeur Solness, éditions Actes Sud Papiers, 1993. Création au Théâtre de la Commune, mise en scène Eloi Recoing, 1994.
- Brand, éditions Actes Sud-Papiers, 2005. Création au TNS, mise en scène Stéphane Braunschweig, février 2005[11].
- Quand nous nous réveillons d’entre les morts, éditions Actes Sud-Papiers, 2005. Création au Théâtre des Deux Rives à Rouen, mise en scène Alain Bézu, 2005.
- Rosmersholm, éditions Actes Sud-Papiers, 2009. Création au Théâtre national de la Colline, mise en scène Stéphane Braunschweig[12].
- Une maison de poupée, éditions Actes Sud, 2009. Création au Théâtre national de la Colline, mise en scène Stéphane Braunschweig[13].
- Le canard sauvage, éditions Actes Sud-Papiers, 2014[14]. Création au Théâtre national de la Colline en janvier 2014[15].

Arne Lygre
- Je disparais, L’arche éditeur, 2012[16]